# Gustaf Berglund
Gustaf Berglund (4 maggio 1998) è un fondista svedese.

## Biografia
Gustaf Berglund, attivo dal gennaio del 2015, ha esordito in Coppa del Mondo il 12 gennaio 2019 a Dresda in una sprint (22º) e ai Campionati mondiali a Trondheim 2025, dove si è classificato 8º nella 50 km; non ha preso parte a rassegne olimpiche.

## Palmarès

### Coppa del Mondo
- Miglior piazzamento in classifica generale: 57º nel 2024